# Герой дня
«Герой дня» — разговорная телепрограмма в жанре интервью, выходившая на НТВ с 16 октября 1995 по 27 июня 2002 года. В её основе лежит беседа ведущего в студии с приглашённым общественным, политическим или культурным деятелем, являющимся участником одного из ключевых событий дня. Количество выпусков могло варьироваться от одного до двух в день, а количество гостей — от одного до четырёх одновременно.
Выходила в прямом эфире с понедельника по пятницу (позже — с понедельника по четверг) в 19:40, после вечернего выпуска информационной программы «Сегодня».

## История программы
Первая закадровая творческая бригада «Героя дня» перешла на НТВ из телекомпании ВИD, где ранее работала в программе Владислава Листьева «Час пик». С 16 октября 1995 года по 11 декабря 1997 года программу вели комментаторы НТВ Евгений Киселёв, Владимир Кулистиков, Александр Шашков, Александр Герасимов, Леонид Парфёнов, Павел Лобков. Самый первый выпуск провёл Леонид Парфёнов. С 1 декабря 1997 по 13 марта 1998 года существовала также рубрика утреннего блока «Утро с Героем дня» с Ольгой Бычковой, пришедшая на замену актуального интервью «Час быка». Редакция телепрограммы располагалась на седьмом этаже телецентра «Останкино», в то время, как все остальные журналисты канала располагались на восьмом.
Программа представляла зрителям актуальное интервью с медийным лицом или любым человеком, который, по общему мнению, сыграл наиболее важную роль в политической, экономической, культурной или спортивной жизни страны или мира в целом за прошедшие сутки. Среди героев передачи были Геннадий Зюганов, Анатолий Чубайс, Мстислав Ростропович, Борис Немцов, Булат Окуджава, Илья Лагутенко, Григорий Явлинский, Валерия Новодворская, Борис Гребенщиков, Сева Новгородцев, Пётр Стоянов, Мика Хаккинен, Егор Лигачёв, Сергей Бодров-младший, Анджей Вайда, Джеки Чан, Дитер Болен, Чак Норрис, Пеле и др. До начала 2000-х годов внутри программы, помимо бесед с гостем, также присутствовали сведения из биографической справки сегодняшнего собеседника ведущего, мнения экспертов и видеосюжеты корреспондентов НТВ на тему беседы без представления авторства в конце. Если в гостях был деятель культуры, допускалось обращение к видеофрагментам из его кинофильмов. 9 августа 1999 года (без упоминания в печатных телепрограммах) в рамках эфирного времени «Героя дня» было показано интервью Владимира Путина Светлане Сорокиной, состоявшееся после его назначения и. о. председателя правительства РФ. Известны случаи проведения передачи в формате телемоста или за пределами телестудии, если того требовали сложившиеся обстоятельства. В некоторых случаях интервьюерами могли выступать корреспонденты службы информации НТВ (один раз Виталий Трубецкой беседовал с Борисом Ельциным, Айрат Шавалиев беседовал с Андреем Бабицким, а Владимир Кондратьев — с участниками аукциона на шестой телеканал).
С 15 декабря 1997 года передачу вела Светлана Сорокина. Её кандидатура была поддержана тогдашним генеральным директором НТВ Олегом Добродеевым; руководителем программы являлся Владимир Кулистиков, как главный редактор Службы информации НТВ. За период 1997—2000 годов Сорокина провела 521 эфир, а участниками передачи стали 280 человек. Благодаря этой передаче Сорокина была удостоена премии «ТЭФИ-2000» в номинации «Лучший интервьюер».
С момента начала трансляций на НТВ матчей Лиги Чемпионов УЕФА с участием российских клубов в 1998 году, программа «Герой дня» либо выходила после трансляции (осенью 1998 года), либо перед ней (иногда), или же не выходила вовсе (с осени 1999 года и до самого закрытия). С сентября 2000 по апрель 2001 года, после ухода Сорокиной в программу «Глас народа», ведущими были Андрей Норкин и Марианна Максимовская.
В начале 2000-х годов, с развитием интернета, программа стала более интерактивной — любой желающий мог зайти на сайт программы по адресу elita.ntv.ru и задать свой вопрос «Герою дня». В случае, если телепередача по каким-либо причинам вылетала из сетки вещания, на её сайте проводились онлайн-беседы с виртуальным героем дня. Данная практика прекратилась после захвата НТВ — из-за проблем с доменным именем ntv.ru, а чуть позже — возобновлена, когда в марте 2002 года был открыт общий для программ «Свобода слова» и «Герой дня» портал svobodaslova.ru.
После захвата НТВ в ночь с 13 на 14 апреля 2001 года программу снова вёл Леонид Парфёнов, потом, с 21 мая 2001 и до июня 2002 года программу вёл Савик Шустер. Программа больше не снималась в отдельном павильоне, а использовалась 11-я студия ТТЦ «Останкино», откуда выходил ряд других программ НТВ того периода, с сентября ведущий сидел за отдельным столиком в углу студии программы «Сегодня». На канале ТВС позже появилась аналогичная программа «Смотрите, кто пришёл» с Владимиром Соловьёвым.
27 марта 2002 года выпуск программы выходил два раза.
С 1 апреля 2002 года в рамках изменения сетки вещания на НТВ программа стала выходить в 22:35, после выпуска программы «Сегодня» в 22:00.
С сентября 2002 по февраль 2003 года программа выходила как рубрика программы «Сегодня вечером» в 22:00. Беседы с гостями вели Савик Шустер, Юрий Липатов или Кирилл Поздняков. Окончательно «Герой дня» исчез из эфира одновременно с появлением программы «Страна и мир» вместо 22-часового выпуска «Сегодня» 10 февраля 2003 года. 
В 2014 году в рамках программы НТВ «Анатомия дня» выходила рубрика «Герой дня», которая не имела отношения к одноимённой программе, рубрику вела Софья Игнатова.
С 2017 по 2018 год на YouTube-канале «25 лет НТВ» и в соответствующем разделе на сайте телеканала выкладывались избранные выпуски программы «Герой дня» с 1995 по 2003 год.

## Ведущие программы в разные годы
В разные годы передачу вели:
- Леонид Парфёнов (1995—1998, 2001)[61]
- Евгений Киселёв (1995—1997)
- Игорь Малашенко (1995)[62]
- Павел Лобков (1995—1997)
- Владимир Кулистиков (1996—1997)[63]
- Александр Герасимов (1996—1997)
- Александр Шашков (1997)
- Ольга Бычкова (1997)
- Владимир Кара-Мурза (12.06.1997)[64]
- Светлана Сорокина (1997—2000)[65]
- Андрей Норкин (2000—2001)
- Марианна Максимовская (2000—2001)
- Савик Шустер (2001—2002)[66]

## Приложение к программе
Помимо передачи «Герой дня» с 4 января 1997 по 24 марта 2001 года на НТВ существовала ещё передача «Герой дня без галстука» с ведущей Ириной Зайцевой, где известные российские политики, деятели шоу-бизнеса и спортсмены представали перед зрителями в неформальной (домашней) обстановке. Она выходила в эфир по субботам в 18:30, затем в 19:35 в формате еженедельного приложения к программе «Герой дня». Позднее, в 2001—2013 годах эта же программа выходила на каналах ТВ-6, ТВС, «Россия» и «Россия-24» под названием «Без галстука».
После ухода программы с НТВ первая часть названия была отброшена — основная версия программы осталась на НТВ, а само название «Герой дня» телеканал зарегистрировал на своё имя. Название «Без галстука» использовалось с 16 сентября 2001 по 15 июня 2013 года.